# カジャカジャグー
『カジャカジャグー』とは、日本のロックバンド、POLYSICSのミニ・アルバムである。2003年5月21日に発売された。発売元はキューンレコード。前作『FOR YOUNG ELECTRIC POP』から約10ヶ月ぶりのリリースとなったミニ・アルバム。

## 制作背景
『FOR YOUNG ELECTRIC POP』のセールス低迷、アルバム制作やライブにスタッフの意見が多く取り入れられる等といった状況を打破すべく、ヴォーカルのハヤシが「ゼロ％から2000％ぐらいの振り切ったものを作んなきゃだめだな」と考え、今作『カジャカジャグー』の制作に入った。
しかし本作のレコーディング中、ハヤシとドラムのスガイとの間で音楽性を巡って意見の食い違いが生じ、スガイは本作を最後にバンドを脱退した。。
発表後スガイが脱退して、POLYSICSは再び3人体制となった。その後のレコーディングとライブは、2004年6月5日にヤノが正式に加入するまでの間サポートドラマーとしてSNAIL RAMPのイシマルを迎えて続行していくこととなる。

## 収録曲
- 全作詞・作曲：Hiroyuki Hayashi、編曲：POLYSICS

1. カジャカジャグー (3:20)
2. Genki Rock A-B-C! (3:03)
3. テクノドラキュラ (3:26)
4. Rick O・K! sec. (2:30)
5. スリーオースリーオーマーン〜Miss.ドーナツ (4:14)
メドレー形式で収録。『Miss.ドーナツ』はパイオニア「カロッツェリア DVD楽ナビ」のCM曲となった。